# Aux-Marais
Aux-Marais település Franciaországban, Oise megyében. Lakosainak száma 911 fő (2022. január 1.). Aux-Marais Beauvais, Goincourt, Rainvillers, Saint-Léger-en-Bray és Saint-Martin-le-Nœud községekkel határos.

## Népesség
A település népességének változása:
| Lakosok száma | 745  | 779  | 828  | 847  | 860  | 870  | 891  | 901  | 911  |
|               | 2013 | 2015 | 2016 | 2017 | 2018 | 2019 | 2020 | 2021 | 2022 |